# Dores de Amor
Dores de Amor (Douleur d'amour) é filme documentário suíço-brasileiro de 1988 dirigido por Pierre-Alain Meier e Matthias Kälin.
Baseia-se em entrevistas com cinco mulheres transgênero brasileiras: Thelma Lipp, Condessa da Nostromundo, Andréia de Maio, Brenda Lee e Claudia Wonder, que falam de suas vidas, suas dores e seus amores. É uma produção em 16mm com 58 minutos de duração.